# Oscar Jacobsen
Oscar Georg Friedrich Jacobsen (* 25. Juni 1840 in Ahrensburg; † 24. August 1889 in Rostock) war ein deutscher Chemiker.
Jacobsen war der Sohn eines Apothekers, absolvierte eine Apothekerlehre in Heide und Zwickau und studierte ab 1864 Pharmazie und Chemie an der Universität Kiel, an der er 1865 sein Staatsexamen als Apotheker ablegte, 1868 promoviert wurde, 1869 Privatdozent wurde und sich 1871 habilitierte. 1871/72 nahm er an der Pommerania-Expedition in der Nord- und Ostsee teil und analysierte dabei das Meerwasser (Salze, gelöste Gase). 1873 wurde er ordentlicher Professor für Chemie an der Universität Rostock. 1877/78 war er dort Rektor. Er starb an Typhus.
Mit seinen Meereswasseranalysen auf der Pommerania-Expedition gilt er als erster deutscher Meereschemiker.
Er befasste sich mit der Analyse von Kohlenwasserstoffen aus Steinkohlenteer bei der Destillation bis 200 Grad Celsius, entwickelte neue Trenn- und Reinigungsverfahren und stellte viele Homologe und Isomere im Steinkohlenteer erstmals rein dar.
1886 entdeckte er die Jacobsen-Wanderung, die Umlagerung von aromatischen Alkyl- und Halogenverbindungen unter Einwirkung konzentrierter Schwefelsäure.
Er war mit der Nichte Marie von Hermann Karsten verheiratet.